# Air Conflicts
 (juillet 2020).
Si vous disposez d'ouvrages ou d'articles de référence ou si vous connaissez des sites web de qualité traitant du thème abordé ici, merci de compléter l'article en donnant les références utiles à sa vérifiabilité et en les liant à la section « Notes et références ».
Air Conflicts est une série de jeux vidéo de simulation de combat aérien. Plusieurs studios se partagent le développement de jeux sous licence Air Conflicts, de même que les éditeurs.
La franchise débute en 2006 par la sortie de Air Conflicts. Ce dernier connaîtra de nombreuses suites : Air Conflicts: Aces of World War II (2009) ainsi qu'une trilogie constituée d'Air Conflicts: Secret Wars (2011), Air Conflicts: Pacific Carriers (2012) et Air Conflicts: Vietnam (2013). La franchise s'étale sur plusieurs années et de nombreuses de plates-formes : ordinateurs, consoles de salon et portables.

## Jeux
Air Conflicts est le premier jeu de la franchise, sorti en 2006 sur Windows. Il est développé par 3Division Entertainment et édité par Frogster Interactive. Le joueur peut piloter des appareils de la Royal Air Force, de la Luftwaffe ou de l'armée de l'air soviétique.
Une suite nommée Air Conflicts: Aces of World War II est développé par le studio finlandais Cowboy Rodeo et édité par Graffiti Entertainment. Le jeu sort en 2009 sur PlayStation Portable.
Par la suite, les droits de la série sont récupérés par Games Farm. Le studio slovaque, avec l'aide financière de BitComposer Interactive (en), constitue une trilogie : Air Conflicts: Secret Wars en 2011, puis Air Conflicts: Pacific Carriers en 2012 et enfin Air Conflicts: Vietnam en 2013. Ils sortent tous sur ordinateur (Windows, Mac, Linux), PlayStation 3 et Xbox 360. L'opus Secret Wars met en scène des reproductions historiques mais artificiels de batailles aériennes durant la Première et Seconde Guerre mondiale, axé sur les théâtres européens respectifs. Tandis que Pacific Carriers se concentre sur la guerre du Pacifique, et Vietnam, évidemment sur celle du Viêt Nam. Chaque épisode de la trilogie est ensuite réédité sur PlayStation 4.
Une Offre groupée Secret Wars/Vietnam, édité par Kalypso Media, sort en 2014 sur PC. Plus tard, en 2019, Air Conflicts Collection est un offre groupée éditée par Kalypso sur Nintendo Switch. Cette collection regroupe les deux jeux Secret Wars et Pacific Carriers.